# 鈴木郁洋
鈴木 郁洋（すずき ふみひろ、1975年5月23日 - ）は、福島県西白河郡西郷村出身の元プロ野球選手（捕手）、コーチ。

## 経歴

### プロ入り前
仙台育英高校時代は、1992年の第64回選抜高等学校野球大会では遊撃手として、第74回全国高等学校野球選手権大会は捕手でそれぞれ出場。卒業後は東北福祉大学へ進学し、4年時は主将で春秋ベストナイン捕手。大学選手権ベスト8、持ち味の俊足を活かして4年秋は盗塁王も獲得している。1年上の捕手に小野公誠がいた、また中日でも先輩となる門倉健、山田貴志の球を受けていた。山岡洋之（オリックス打撃投手として同僚）とは同期でバッテリーを組んだ。1997年度ドラフト会議にて中日ドラゴンズから4位指名を受けて入団。

### 中日時代
中日ではポスト中村武志として嘱望された。
2000年には予選に出場した古田敦也の代役としてシドニーオリンピック野球日本代表でマスクを被る大役を果たした。
2001年は5月12日の巨人戦（ナゴヤドーム）で、2点を追う9回裏無死満塁の場面で、三塁走者として出場していたが、外野フライによる三重殺を招く走塁ミスを起こしている。
2002年は谷繁元信の加入もあって出場機会が激減、同年オフに金銭トレードで大阪近鉄バファローズへ移籍。

### 近鉄時代
2003年は、開幕第3戦の対オリックス・ブルーウェーブ戦で小倉恒から3年ぶりの通算2本目の本塁打を放つも、安打はその1安打のみで、正捕手争いも的山哲也や藤井彰人のライバルに敗れてしまい、出場試合数も12試合に留まった。
2004年はプロ入り後初めて一軍未出場に終わり、同年オフは、オリックス・バファローズ、東北楽天ゴールデンイーグルスの間で行われた選手分配ドラフトでオリックスに入団、正捕手争いに挑むことになった。

### オリックス時代
2005年5月6日から開かれたセ・パ交流戦の対中日戦では、スターティングメンバーとして中日に在籍していた経験を活かして投手陣をリードし、チームの交流戦初戦での勝利をもたらした。
2006年、2007年はシーズンの大半を二軍で過ごした。
2008年の大石大二郎監督代行就任後は、控え捕手としてはもちろん、代走要員として起用される事が多かった。11得点を記録し、7年ぶりとなる盗塁も記録している。基本的に外野手は指名打者起用の多いタフィ・ローズも含め5人しか登録しないことの多い大石采配の中で、試合前には外野手としてもノックを受けるなど緊急時の外野守備要員と、何役も務めることで重用され、一軍定着を果たした。
2009年は正捕手の日高剛の怪我による戦線離脱後、スタメンに起用されることが多くなった。二番手捕手の地位を確保して63試合に出場し、チーム2位の8盗塁を記録した。
2010年4月21日、対日本ハム戦では、谷元圭介から自身7年ぶりの本塁打となる逆転3ランを放つなど、4安打（3二塁打・1本塁打）6打点の大活躍で、試合後お立ち台に上がった。シーズン中盤からはリード面を買われ、日高の二軍降格等もあり出場機会が増加。7月14日の対ロッテ戦では、先発金子千尋の3戦連続完封勝利を援護する自身2度目の満塁走者一掃の適時三塁打を放つ。最終的には、チームトップの17犠打を記録し、前年を上回る86試合に出場した。また、4月に右手親指を骨折しながらも残りのシーズンに強行出場していたことが明らかになった。
2011年は自己最多となる89試合に出場。7月2日の対ソフトバンク戦では、ブライアン・ファルケンボーグからプロ入り14年目にして初のサヨナラ打を放ち、同月3日の荒金久雄・5日の赤田将吾と共に、球団史上初の3試合連続サヨナラ勝ちに貢献した。9月20日の練習中に送球を顔面に受け、全治4週間の鼻骨骨折と診断されたが、伊藤光が故障で戦線離脱していたチーム事情もあり、残りシーズンも出場し続けた。捕手としてはチーム最多の出場となり、打撃面でも打率.204を記録し、2割をなんとか超えた。守備では、8月度のJA全農Go・Go賞（表彰テーマ：最多盗塁阻止賞）を受賞したが、シーズン全体での盗塁阻止率は.111と低かった。オフにはこの年取得した国内FA権を行使せず残留し、岸田護に代わり選手会長に就任した。
2012年も開幕一軍入りを果たし、伊藤や齋藤俊雄との併用で一軍捕手として帯同していたが、7月8日に2年ぶりの二軍降格。8月25日に再昇格するも、以後は3試合で3打席のみの出場機会に留まり、出場機会も前年の半分に満たない41試合の出場に留まった。シーズン終盤の10月3日に、翌年の戦力構想から外れている旨と、シーズン終了後のコーチへの就任を球団から打診された。この打診に対して、鈴木自身はコーチ兼任での現役続行を希望していたものの、同月29日に、球団から二軍バッテリーコーチへの就任と現役引退が発表された。

### 現役引退後
現役引退後はオリックスで二軍バッテリーコーチを務めた。
2015年5月26日の試合から前田大輔と入れ替わる形で一軍バッテリーコーチに就任した。
2016年は二軍育成コーチに配属されていたが、同年4月28日に三輪隆と入れ替わりで再び一軍バッテリーコーチに就任した。
2020年8月21日より育成コーチに配置転換されたが、11月5日、二軍打撃コーチの後藤光尊とともに来季のコーチ契約を行わない旨を球団から通告された。
2020年11月25日、韓国KBOリーグ・KTウィズとコーチとして契約した。
2021年シーズンはフューチャース（二軍）と育成部門のコーチを担当する。2022年はフューチャースのバッテリーコーチを担当する。2023年限りでKTを退団した。
2024年には、SSGランダースのコーチに就任した。

## 選手としての特徴・人物
外角低めのコースを中心に投手をリードする捕手。捕手らしからぬ俊足の持ち主で、ベンチスタートの際は代走で途中出場することもあった。

## 詳細情報

### 年度別打撃成績
| 年 度     | 球 団      | 試 合 | 打 席 | 打 数 | 得 点 | 安 打 | 二 塁 打 | 三 塁 打 | 本 塁 打 | 塁 打 | 打 点 | 盗 塁 | 盗 塁 死 | 犠 打 | 犠 飛 | 四 球 | 敬 遠 | 死 球 | 三 振 | 併 殺 打 | 打 率 | 出 塁 率 | 長 打 率 | O P S |
| --------- | ---------- | ----- | ----- | ----- | ----- | ----- | -------- | -------- | -------- | ----- | ----- | ----- | -------- | ----- | ----- | ----- | ----- | ----- | ----- | -------- | ----- | -------- | -------- | ----- |
| 1998      | 中日       | 4     | 9     | 8     | 2     | 5     | 1        | 0        | 0        | 6     | 0     | 0     | 0        | 0     | 0     | 1     | 0     | 0     | 0     | 0        | .625  | .667     | .750     | 1.417 |
| 1999      | 中日       | 36    | 62    | 56    | 7     | 12    | 3        | 0        | 0        | 15    | 7     | 2     | 0        | 2     | 1     | 3     | 1     | 0     | 12    | 1        | .214  | .250     | .268     | .518  |
| 2000      | 中日       | 42    | 67    | 62    | 9     | 14    | 4        | 0        | 1        | 21    | 10    | 1     | 1        | 1     | 1     | 1     | 0     | 2     | 16    | 1        | .226  | .258     | .339     | .596  |
| 2001      | 中日       | 24    | 19    | 17    | 1     | 1     | 0        | 0        | 0        | 1     | 0     | 2     | 0        | 0     | 0     | 2     | 0     | 0     | 5     | 0        | .059  | .158     | .059     | .217  |
| 2002      | 中日       | 15    | 28    | 25    | 2     | 5     | 1        | 0        | 0        | 6     | 3     | 0     | 0        | 2     | 0     | 1     | 0     | 0     | 11    | 1        | .200  | .231     | .240     | .471  |
| 2003      | 近鉄       | 12    | 10    | 10    | 1     | 1     | 0        | 0        | 1        | 4     | 2     | 0     | 0        | 0     | 0     | 0     | 0     | 0     | 3     | 0        | .100  | .100     | .400     | .500  |
| 2005      | オリックス | 44    | 72    | 68    | 4     | 7     | 3        | 0        | 0        | 10    | 5     | 0     | 0        | 3     | 0     | 1     | 0     | 0     | 23    | 0        | .103  | .116     | .147     | .263  |
| 2006      | オリックス | 15    | 14    | 13    | 2     | 3     | 0        | 1        | 0        | 5     | 1     | 0     | 0        | 0     | 0     | 1     | 0     | 0     | 5     | 0        | .231  | .286     | .385     | .670  |
| 2007      | オリックス | 3     | 0     | 0     | 1     | 0     | 0        | 0        | 0        | 0     | 0     | 0     | 0        | 0     | 0     | 0     | 0     | 0     | 0     | 0        | ----  | ----     | ----     | ----  |
| 2008      | オリックス | 27    | 21    | 18    | 11    | 3     | 0        | 0        | 0        | 3     | 0     | 2     | 0        | 2     | 0     | 1     | 0     | 0     | 9     | 0        | .167  | .211     | .167     | .377  |
| 2009      | オリックス | 63    | 161   | 140   | 13    | 28    | 5        | 0        | 0        | 33    | 8     | 8     | 2        | 6     | 0     | 14    | 0     | 1     | 28    | 2        | .200  | .277     | .236     | .513  |
| 2010      | オリックス | 86    | 224   | 192   | 9     | 30    | 5        | 1        | 1        | 40    | 12    | 1     | 0        | 17    | 0     | 14    | 0     | 1     | 65    | 3        | .156  | .217     | .208     | .426  |
| 2011      | オリックス | 89    | 171   | 152   | 11    | 31    | 7        | 0        | 0        | 38    | 7     | 3     | 0        | 11    | 1     | 5     | 0     | 2     | 34    | 2        | .204  | .238     | .250     | .488  |
| 2012      | オリックス | 41    | 77    | 66    | 6     | 13    | 1        | 0        | 0        | 14    | 1     | 0     | 1        | 3     | 0     | 8     | 0     | 0     | 16    | 3        | .197  | .284     | .212     | .496  |
| NPB：14年 | NPB：14年  | 501   | 935   | 827   | 79    | 153   | 30       | 2        | 3        | 196   | 56    | 19    | 4        | 47    | 3     | 52    | 1     | 6     | 227   | 13       | .185  | .238     | .237     | .475  |

### 年度別守備成績
| 年 度 | 球 団      | 捕手  | 捕手  | 捕手  | 捕手  | 捕手  | 捕手  | 捕手     | 捕手     | 捕手     | 捕手     | 捕手     |
| 年 度 | 球 団      | 試 合 | 刺 殺 | 補 殺 | 失 策 | 併 殺 | 捕 逸 | 守 備 率 | 企 図 数 | 許 盗 塁 | 盗 塁 刺 | 阻 止 率 |
| ----- | ---------- | ----- | ----- | ----- | ----- | ----- | ----- | -------- | -------- | -------- | -------- | -------- |
| 1998  | 中日       | 4     | 17    | 3     | 0     | 0     | 1     | 1.000    | 1        | 0        | 1        | 1.000    |
| 1999  | 中日       | 34    | 113   | 8     | 1     | 0     | 0     | .992     | 10       | 9        | 1        | .100     |
| 2000  | 中日       | 41    | 130   | 9     | 2     | 1     | 0     | .986     | 12       | 10       | 2        | .167     |
| 2001  | 中日       | 20    | 38    | 2     | 0     | 0     | 0     | 1.000    | 6        | 6        | 0        | .000     |
| 2002  | 中日       | 13    | 46    | 5     | 1     | 1     | 2     | .981     | 11       | 9        | 2        | .182     |
| 2003  | 近鉄       | 12    | 32    | 2     | 0     | 0     | 0     | 1.000    | 4        | 3        | 1        | .250     |
| 2005  | オリックス | 43    | 158   | 17    | 3     | 1     | 3     | .983     | 26       | 18       | 8        | .308     |
| 2006  | オリックス | 14    | 39    | 2     | 0     | 1     | 1     | 1.000    | 3        | 2        | 1        | .333     |
| 2007  | オリックス | 0     | 0     | 0     | 0     | 0     | 0     | .000     | 0        | 0        | 0        | .000     |
| 2008  | オリックス | 17    | 38    | 1     | 0     | 0     | 0     | 1.000    | 2        | 2        | 0        | .000     |
| 2009  | オリックス | 57    | 331   | 21    | 3     | 8     | 4     | .992     | 52       | 40       | 12       | .231     |
| 2010  | オリックス | 86    | 507   | 33    | 3     | 1     | 3     | .994     | 75       | 61       | 14       | .187     |
| 2011  | オリックス | 89    | 402   | 22    | 5     | 0     | 3     | .988     | 54       | 48       | 6        | .111     |
| 2012  | オリックス | 39    | 158   | 20    | 1     | 4     | 2     | .994     | 31       | 24       | 7        | .226     |
| 通算  | 通算       | 429   | 1846  | 125   | 18    | 13    | 17    | .991     | 287      | 232      | 55       | .192     |

### 表彰
- JA全農Go・Go賞 （最多盗塁阻止賞：2011年8月）

### 記録
- 初出場：1998年10月9日、対横浜ベイスターズ25回戦（横浜スタジアム）、8回裏に中野栄一に代わり捕手として出場
- 初打席：1998年10月10日、対横浜ベイスターズ27回戦（横浜スタジアム）、9回表に横山道哉の前に中飛
- 初安打：1998年10月11日、対横浜ベイスターズ28回戦（横浜スタジアム）、3回表に福盛和男から中堅へ二塁打
- 初打点：1999年4月17日、対読売ジャイアンツ2回戦（東京ドーム）、9回表に柏田貴史から中越2点適時二塁打
- 初盗塁：1999年4月22日、対ヤクルトスワローズ6回戦（明治神宮野球場）、8回表に三盗（投手：加藤博人、捕手：古田敦也）
- 初本塁打：2000年8月4日、対横浜ベイスターズ15回戦（横浜スタジアム）、3回表に斎藤隆から左越3ラン

### 背番号
- 38 （1998年 - 2002年）
- 44 （2003年 - 2012年）
- 82 （2013年 - 2020年）
- 88 （2021年 - 2023年）
- 83 （2024年 - ）